# Angle horaire

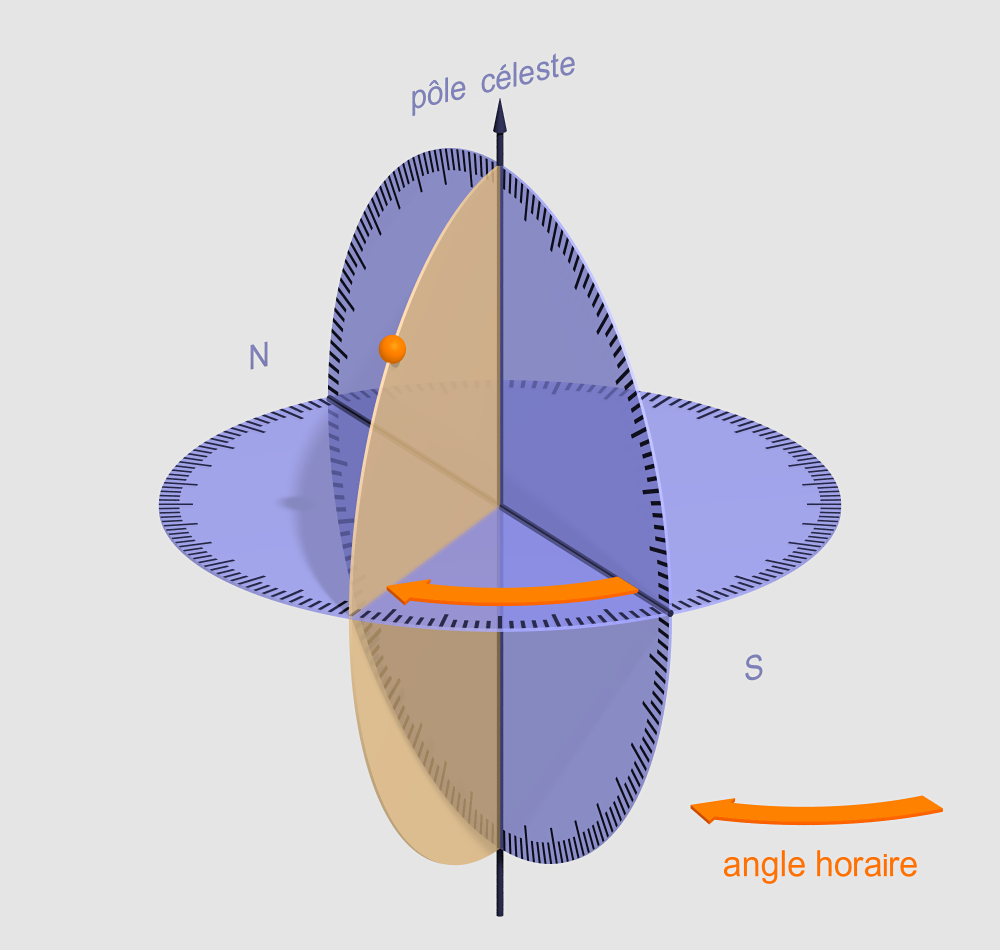
L'observateur est au centre. Le disque horizontal correspond à l’Équateur. Le disque vertical est formé par le cercle qui relie le pôle Nord céleste, le zénith (local) et le pôle Sud céleste. La petite sphère orange représente l'étoile. L'angle horaire est donc l'angle entre le méridien et l'ascension droite de l'étoile.

En astronomie, l'angle horaire d'un astre est défini comme la différence, prise dans le sens direct, entre le temps sidéral (compris comme l’ascension droite du point vernal) et l’ascension droite de l’astre. Sur une sphère céleste, c’est l’angle entre les deux méridiens correspondants.
Autrement dit, et de manière équivalente, c'est la portion d'arc d'équateur comprise entre le plan du cercle horaire passant par l'astre, et le plan du méridien céleste passant par le zénith du lieu d’observation, au minuit sidéral local. 
De manière plus approximative, c’est ainsi le temps (positif ou négatif) entre le passage de l’astre au méridien, et le passage du point vernal au méridien, qui marque le minuit du temps sidéral.
Cette approximation entre angle et heure est à l’origine du terme « angle horaire ».

## Angle et temps sidéral
Cette expression « angle horaire » provient de ce que les angles et les heures sont à peu près équivalents, vu qu'une rotation terrestre, soit 360 degrés, correspond à 24 heures de temps sidéral (en réalité, cette durée est de 23h56m04s). L'ascension droite peut donc ainsi s'exprimer en degrés ou en heures, et de même, le temps sidéral peut aussi s'exprimer en degrés.
L'ascension droite d'un astre (ou d'un point du ciel) étant l'arc d'équateur compris entre le point vernal et le cercle horaire passant par cet astre, et le temps sidéral étant l'ascension droite du méridien supérieur du lieu d'observation, la différence entre ces ascensions droites est l'angle horaire de l'astre dont il est question.
Pour plus de précision on peut dire qu'il s'agit du temps sidéral local du lieu, au moment de l'observation, quand l’étoile observée passe sur le méridien.

## Temps sidéral et lieu d’observation
Le temps sidéral est aussi un angle dépendant du lieu d'observation, et notamment de sa longitude géographique ; il exprime le passage d'un méridien céleste (ascension droite) au méridien local: c'est l'angle horaire du point vernal. L'angle horaire {\displaystyle A_{H}} d'un point du ciel d'ascension droite AD est défini par :
{\displaystyle A_{H}} = TSL - AD
où AD est l'ascension droite et TSL le temps sidéral local.
La valeur de l'ascension droite d'une étoile ne change pas sensiblement sur un court intervalle de temps. Par contre, le temps sidéral varie constamment du fait du mouvement diurne. Lorsque le temps sidéral est égal à l'ascension droite d'une étoile, on dit que l'étoile passe par le méridien. Comme elle est alors dans sa position la plus haute dans le ciel pour l'endroit considéré, c'est le meilleur moment pour l'observer, puisque la valeur de la masse d'air correspondante est minimale.
L'angle horaire d'un astre forme, avec la déclinaison du même astre, les coordonnées horaires de cet astre.
Les heures solaires marquées par un cadran solaire expriment la variation de l'angle horaire du Soleil au cours de la journée.

## Graduation
L'angle horaire est matérialisé sur la plupart des montures équatoriales des astronomes amateurs et est souvent confondu, à tort, avec l'ascension droite. Ce cercle de graduations peut, dans la plupart des cas, être fixé une fois pour toutes (l'idéal serait de graver ces graduations dans la masse de la monture).
Une conséquence importante : le temps sidéral n'est pas le même que le temps officiel, et la seconde sidérale est très légèrement plus courte que la seconde de temps officiel car les 24 heures sidérales sont parcourues en 23 heures, 56 minutes et 4 secondes (86164 secondes) de temps officiel et non pas en 24 heures de temps officiel (86400 secondes).
Si on suit une étoile avec précision, elle fera le tour complet du cercle de graduations de la monture, non pas en 24 heures de temps officiel, mais en 23 heures, 56 minutes et 4 secondes. Une façon simple de le montrer est de viser une étoile connue avec un fort grossissement (suffisamment fort pour voir une étoile se déplacer dans l'oculaire pendant que les secondes passent), de laisser le télescope tel quel (il ne doit pas bouger du tout), de démarrer un chronomètre et de revenir après 23 heures, 56 minutes et 4 secondes, et de voir que l'étoile est revenue exactement dans l'oculaire là où elle était la veille.